# Фарул (стадион)
Фарул (рум. Stadionul Farul) — стадион в Констанце.
Стадион «Фарул» с беговыми дорожками был построен в 1954 году. В основном на нём проходили футбольные матчи клуба Фарул, в 2012—2013 гг в качестве хозяина поля на стадионе выступала и команда Вииторул, а в сезоне 2013—2014 — клуб «Сэгята». Некоторые матчи здесь проводил и дублирующий состав «Фарула».
В 1970 году «Фарул» стал первым стадионом в Румынии, на котором прошел футбольный матч с искусственным освещением. Кроме футбола здесь проводились и легкоатлетические соревнования.
С 1988 года по 2009 год сборная Румынии провела на «Фаруле» 11 матчей, как товарищеских, так и квалификационных.
В XXI веке стадион перестал соответствовать современным требованиям. С 2000-х гг рассматривался вопрос о масштабной реконструкции. Однако, клуб находился на грани банкротства, а муниципалитет города отказывал в выделении средств. Всё изменлось в 2016 году при помощи «Ассоциации сторонников Фарула». Владельцами клуба стали известные футболисты Георге Хаджи, Чиприан Марика и Ривалдо. Позже «Фарул» был объединён с «Вииторулом» и переехал играть в соседний с Констанцей город Овидиу. Стадион же был снесён в 2022-2023 гг., а на его месте началось строительство современного спортивного сооружения. В 2025 году планируется открытие стадиона на 18500 мест.